# Cern

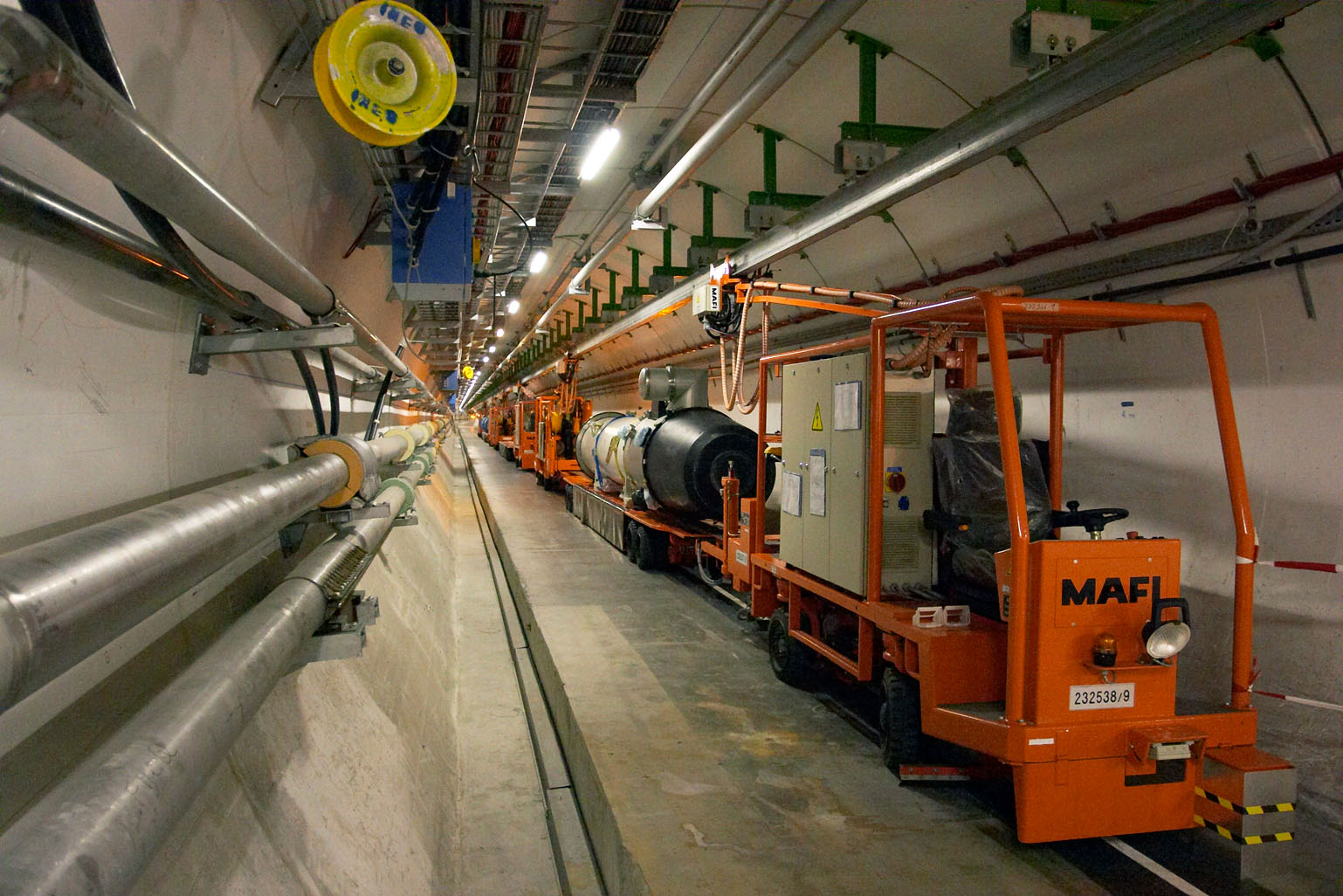
Inuti CERN:s LHC-tunnel.

CERN (franskt uttal: ['sɛʁn]) (fullständigt namn på franska: Organisation européenne pour la recherche nucléaire och på engelska: European Organization for Nuclear Research) (svensk översättning: Europeiska organisationen för kärnforskning), är världens största partikelfysiklaboratorium, beläget i Genèves förorter i Schweiz, på gränsen till Frankrike. CERN grundades 1954. 

## Historia
Konventionen för att etablera CERN skrevs under 29 september 1954 av 12 länder. Idag (2020) är det 23 medlemsländer. CERN ligger utanför Genève på gränsen mellan Schweiz och Frankrike.
Det ursprungliga namnet var Conseil Européen pour la Recherche Nucléaire, förkortat CERN. 1954 bytte man namn till Organisation Européenne pour la Recherche Nucléaire men behöll den gamla förkortningen.

## Verksamhet
CERN betraktas som det ledande laboratoriet i världen för högenergifysik och världens största laboratorium för forskning inom partikelfysik. Den forskning som bedrivs är i första hand elementarpartikelfysik men även fundamental fysik inom angränsande områden. CERN sysselsätter drygt 2 500 personer. Mer än 10 000 gästforskare från över 113 länder, och mer än hälften av världens partikelfysiker deltar i forskning vid CERN. Mer än 600 forskningsinstitut och universitet runt om i världen använder CERN i sin forskning.

### Large Hadron Collider
En stor händelse vid CERN var invigningen av partikelacceleratorn Large Hadron Collider, LHC. I anläggningen  studerar man materiens minsta beståndsdelar för att bland annat försöka förstå hur universum bildades och vilka fundamentala krafter som styr vår värld.
Experimenten vid LHC planerades starta under 2008. På grund av felaktiga elektriska kopplingar mellan två av acceleratorns magneter misslyckades de inledande körningarna av LHC den 19 september 2008. Den 16 oktober samma år publicerades en ingående rapport över vad som hade gått fel, trots detta fullföljdes invigningen av LHC.
LHC har dock reparerats och fortsatta experiment drogs igång med gradvis ökande energier under hösten 2009 enligt en reviderad plan. Den 23 november kunde två protonstrålar för första gången accelereras i motsatta riktningar med energier på 450 GeV per stråle. Den 1 december hade protonstrålarna nått rekordnivån 1,18 TeV. Experiment med full kapacitet, 7 TeV, kom igång på våren 2010.

### Övrig forskning
CERN forskar inte bara inom partiklar utan ligger också långt fram inom IT-området, till exempel utvecklades World Wide Web vid laboratoriet som idag är ledande med avseende på utvecklingen av Grid-tekniken inom Europa där Sverige deltar genom SweGrid-projektet.
CERN:s första accelerator var en 600 MeV synkrocyclotron och byggdes 1957. Med denna kunde experiment inom partikelfysik och kärnfysik genomföras. Synkrocyclotronen var i drift ända fram till 1990. 1964 övertogs experimenten inom partikelfysik av den nya och mer kraftfulla protonsynkrotronen.

## Personal och budget
2018 hade CERN cirka 3 500 heltidsanställda och drygt 14 000 associerade forskare, forskarstudenter och ingenjörer (som representerar 500 universitet och 80 nationaliteter), ungefär hälften av världens partikelfysiker, arbetar med experiment som genomförs vid CERN.
Medlemsländer, associerade medlemmar och observatörer betalar 2020 omkring 1 197 miljoner CHF (ungefär 12 miljarder svenska kronor, maj 2020) till CERN.

## Utbildning

### HSSIP – High-School Student Internship Program
HSSIP är en unik möjlighet för gymnasieelever att under två veckors tid praktisera på CERN tillsammans med andra elever från samma land. Eleverna får en handledare och ett projekt som de arbetar med i grupper under de två veckorna. Det ges också föreläsningar, studiebesök och ett rikt social program. Första HSSIP hölls 2017 då sammanlagt 5 utvalda medlemsländer deltog med cirka 24 elever under separata perioder. 2018 fick 5 andra medlemsländer samma chans och planen är att detta projekt ska fortgå på liknande sätt i framtiden.

#### Deltagande länder 2017
- Bulgarien
- Frankrike
- Norge
- Portugal
- Ungern

#### Deltagande länder 2018
- Israel
- Nederländerna
- Polen
- Sverige
- Tjeckien

### S'Cool Lab Summer Camp
S'Cool Lab Summer Camp är en sommarforskarskola för 24 gymnasieelever från hela världen som får utforska den fascinerande världen av partikelfysik på CERN. Föreläsningar, egna projekt och studiebesök på CERN-området utlovas.

### Summer Student Program
Detta är ett program för universitet- och högskoleelever som studerar fysik, datateknik eller till ingenjörer från flera olika länder. Under en sommar (8-13 veckor) får de tillsammans delta i det dagliga arbetet på CERN och de experiment som utförs där. Sommarstudenter deltar i en rad av föreläsningar med fokus på teoretisk och experimentell partikelfysik samt datakunskap som förberetts specifikt för dem. Föreläsningarna hålls av forskare från hela världen.

### Beamline for Schools
Beamline for Schools är en möjlighet för gymnasieelever att som grupp få komma till CERN och testa ett experiment som de själva har planerat. Det är en tävling med många ansökande lag, där de två bästa lagen får åka till CERN.

## Medlemsländer
- Belgien (1954)
- Danmark (1954)
- Frankrike (1954)
- Grekland (1954)
- Italien (1954)

CERN:s medlemsländer

- Jugoslavien (1954) – lämnade samarbetet 1961
- Nederländerna (1954)
- Norge (1954)
- Schweiz (1954)
- Storbritannien (1954)
- Sverige (1954)
- Tyskland/Västtyskland (1954)
- Österrike (1959)
- Spanien (1961) – lämnade samarbetet 1969, åter medlem 1983
- Portugal (1985)
- Finland (1991)
- Polen (1991)
- Ungern (1992)
- Slovakien (1993)
- Tjeckien (1993)
- Bulgarien (1999)
- Israel (2014)
- Rumänien (2016)
- Serbien (2019)

## Associerade medlemsländer
Medlemskandidater
- Cypern (2016)[9]
- Slovenien (2017)[10]

Övriga
- Turkiet (2015)
- Pakistan (2015)
- Ukraina (2016)
- Indien (2016)
- Litauen (2018)[11]
- Kroatien (2019)[12]

## Observatörer
- Unesco (1954)
- EU (1985)
- Ryssland (1993) (status upphävd i mars 2022 efter Rysslands invasion av Ukraina[13])
- Japan (1995)
- USA (1997)
- JINR (2014)

## CERN i litteraturen
CERN figurerade i boken Änglar och demoner av Dan Brown.